# Еразмус фон Венинген
Еразмус фон Венинген (на немски: Erasmus von Venningen; † 1582 или 1589) е имперски рицар, благородник от швабския рицарски род Венинген (Фенинген) от Крайхгау в Баден-Вюртемберг, господар на Кьонигсбах/Краийхгау, курпфалцски амтман на Бретен, дворцов съдия в Хайделберг, главен фогт в Нойенбюрг във Вюртемберг.
Той е син на Конрад фон Венинген († 1532), баденски съветник и дворцов майстер, и съпругата му Мария (Урсула) фон Хиршхорн на Некар († 1538/ сл. 1556), дъщеря на Филип II фон Хиршхорн (* 19 август 1483; † 16 март 1522) и Аполония Бок († 29 септември 1542).
Еразмус е брат на Кристоф († 1545), вюртембергски съветник и главен фогт на Файхинген, Йохан Мориц († ок. 1577), рицар на Йоанитския орден, Себастиан, Доротея, омъжена първо за Волф Грек фон Кохендорф и след това за Фридрих фон Щокхайм, и на Маргарета, омъжена за Йохан Волф фон Бетендорф.
Еразмус фон Венинген е през 1540-те години амтман при Бретен. Той участва често в имперските събрания като представител на имперското рицарство: 1547 г. в Аугсбург и 1557 г. в Шпайер. През 1557 г. той е дворцов съдия при курфюрст Отхайнрих от Пфалц.
През 1532 г. той наследява с брат си Кристоф собствеността на баща им и през 1542 г. я разделят.
През 1552 г. Еразмус назначава лутерански свещеник в Дюрен (в Зинсхайм). Всички благородници от Крайхгау са привърженици на учението на Мартин Лутер. Еразмус става 1559/60 г. член на главния съвет на Курпфалц. Когато курфюрст Фридрих III въвежда в Курпфалц през 1560 г. новото учение светото причастие и реформацията, Еразмус като лутеранец напуска главния съвет и службата като дворцов съдия. Еразмус започва служба във Вюртемберг и става 1569 г. главен фогт в Нойенбюрг.

## Фамилия
Еразмус фон Венинген се жени за Сузана (Зигуна) фон Фрундсберг (* 1522), дъщеря на Георг фон Фрундсберг, господар на Минделхайм и Рункелщайн (* 24 септември 1473; † 20 август 1528) и Анна фон Лодрон († 12 ноември 1556). Те имат децата:
- Отхайнрих († 1611), в Найденщайн, неженен и бездетен
- Волф Улрих († 1599),. женен за Барбара фон Фльорсхайм
- Магдалена († 1603), омъжена за Рафаел дон Хелмщат
- Маргарета († 1593), омъжена за Ханс Улрих Ландшад фон Щайнах
- Анна Мария фон Венинген († 19 септември 1582), омъжена пр. 1566 г. за Франц фон Зикинген-Ландщул-Нохфелс, байлиф на Мозбах (* 15 март 1539; † 18 март 1597), син на Франц Конрад фон Зикинген (1511 – 1575) и Луция фон Андлау (1514 – 1547)